# Morpho corydon
Morpho corydon är en fjärilsart som beskrevs av Achille Guenée 1859. Morpho corydon ingår i släktet Morpho och familjen praktfjärilar. Inga underarter finns listade i Catalogue of Life.